# الكائن الوصفي (برمجة)
في علوم الكمبيوتر، الكائن الوصفي (بالإنجليزية: metaobject)‏ هو كائن يعالج أو ينشئ أو يصف أو ينفذ كائنات (بما في ذلك نفسه). الكائن الذي ينتمي إليه الكائن الوصفي يسمى الكائن الأساسي. تتضمن بعض المعلومات التي قد يحددها الكائن الوصفي نوع الكائن الأساسي وواجهة الصنف البينية الأصناف الطرق والخاصيات وشجرة التحليل وما إلى ذلك. الكائننات الوصفية هي أمثلة لمفاهيم الانعكاس علوم الحاسوب، حيث يمكن للنظام الوصول (في وقت التشغيل عادة) إلى هيكله الداخلي. الانعكاس يمكّن نظام ما من إعادة كتابة نفسه بشكل فوري، لتغيير تنفيذه الخاص به أثناء تشغيله.